# Sarıyer SK
Sarıyer SK is een sportclub opgericht in 1940 te Sarıyer, een district van de provincie Istanbul, Turkije. De clubkleuren zijn blauw en wit. De thuisbasis van de voetbalclub is sinds 23 januari 1988 het Yusuf Ziya Önişstadion.

İstanbul ligt in de Marmararegio.

## Geschiedenis

### Oprichting
De voorloper Sarıyer Gençler Cemiyeti werd in 1920 opgericht. Naast voetbal had de club een volleybal-, een paardenrennen-, een olieworstelen- en een theatertak. De eerste wedstrijd werd 2-2 gelijksgespeeld tegen Beykoz Zindeler. Vanwege financiële moeilijkheden namen de activiteiten tussen 1927 en 1930 drastisch af, totdat de club uiteindelijk werd opgeheven.
Sarıyer Gençler Mahfili werd in 1932 opgericht. Voetbal, volleybal, worstelen en wielrennen waren de sporten die men bezigde. Ook werd er aan muziek en theater gedaan. Sarıyer Gençler Mahfili, dat een opvolger van Sarıyer Gençler Cemiyeti was, speelde met dezelfde tenues als zijn voorganger. De eerste wedstrijd was op 18 april 1932 tegen Çubuklu. Tot 1938 ging alles crescendo, maar tussen 1938 en 1940 namen de activiteiten drastisch af.
In 1940 staken enkele notabelen de hoofden bijelkaar en verenigden zich onder de paraplu van Sarıyer Gençlik Kulübü.

### Prestaties

#### Competitie & Turkse Beker
Sarıyer SK heeft zevenmaal in de kwartfinale van de Turkse Beker gestaan. De ploeg is er nooit in geslaagd om de halve finale te bereiken. Sarıyer SK heeft in totaal 13 seizoenen in de Süper Lig gevoetbald. Eind jaren 80 werd de club gezien als de op drie na grootste club uit Istanbul (grote drie: Beşiktaş JK, Fenerbahçe SK, Galatasaray SK). Drie keer werd de club vierde van Turkije: in het seizoen 1985/86, 1988/89 en 1990/91.

#### De Balkan Cup 1991-92

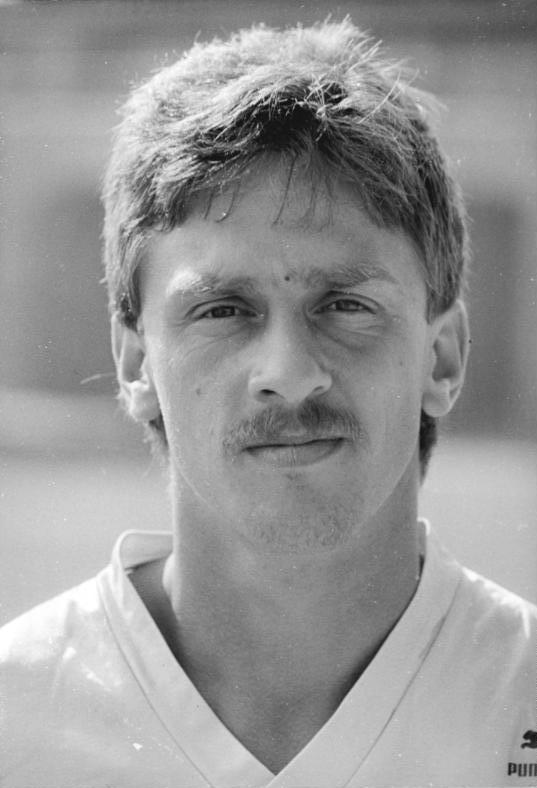
Doelman Detlef Müller aka Metin Mert

Sarıyer SK heeft nooit een officiële Europese wedstrijd gespeeld. Wel nam het deel aan de Balkan Cup, wat een voormalig voetbaltoernooi voor teams uit de Balkan was. In 1991 mocht de club hierin uitkomen. Deze beker won de club ook meteen. In de finale was de club de meerdere tegen het Roemeense Oțelul Galați. Zo werd Sarıyer toen de tweede Turkse ploeg die deze beker won. In het seizoen 1966-67 had Fenerbahçe SK AEK Athene verslagen. Later, in het seizoen 1992-93 zou Samsunspor een andere Griekse team PAS Giannina verslaan.
FINALE

31/03/1992 Galați – Scheidsrechter: Giorgos Koukoules (Griekenland)
CS Oțelul Galați 0-0 Sarıyer SK

CS Oțelul Galați:
Tudorel Călugăru ; Gelu Popescu (Damian Băncilă 38’), Viorel Anghelinei, Adrian Nicoară, Cătălin Tofan ; Iulian Bedreagă, Viorel Tănase, Ionel Chebac (Radu Caşuba 60’), Marin Nedelcearu; Viorel Ion, Mitică Ragea

Sarıyer SK:
Detlef Müller, Mehmet Kaplan, Ivan Vishnevski, Soner Tolungüç, Birol Demirhan, Mecnun Çolak, Feridun Alkan, Cengiz Güzeltepe, Erdi Demir (Alexander Gaidash 46’, Osman Yıldırım 67’), Sercan Görgülü

14/04/1992 İstanbul – Scheidsrechters: Bcanihir Babarozić, Zdravko Jokic, Vecku Korac (Joegoslavië) – Toeschouwers: 3.382
Sarıyer SK 1-0 CS Oțelul Galați
1-0 Mecnun Çolak 73 min.

Sarıyer SK:
Detlef Müller, Mehmet Kaplan, Yaşar Yiğit, Soner Tolungüç, Birol Demirhan, Osman Yildırım, Mecnun Çolak, Feridun Alkan, Cengiz Güzeltepe, Alexander Gaidash, Erdi Demir

CS Oțelul Galați:
Tudorel Călugăru; Gelu Popescu, Viorel Anghelinei, Ionel Budacă, Cătălin Tofan; Marin Nedelcearu (Iulian Bedreagă 60’), Costin Maleş, Viorel Tănase, Viorel Ion; Mitică Ragea, Ion Profir

### Gespeelde divisies
- Süper Lig: 1982-1994, 1996-1997
- 1. Lig: 1963-1969, 1971-1982, 1994-1996, 1997-2001, 2004-2005
- 2. Lig: 1969-1971, 2001-2004, 2005-

## Erelijst
Balkan Cup: 1991-92

## Bekende (ex-)spelers
- Can Arat
- Serkan Çalık
- Rıdvan Dilmen
- Gürhan Gürsoy
- Murat Hacıoğlu
- Erdal Keser
- Cemil Turan
- Yaser Yıldız
- Musa Sinan Yılmazer
- Selçuk Yula
- Mustafa Yücedağ
- Ergün Çakır
- Önder Turacı
- Tarik Hodžić

## Verbonden aan Sariyer

### Voorzitters
| - Reşat Pamir - Fahrettin Özbay - Fikri Benson Alipaşaoğlu - Kemal Yarar - Haydar Doğ - Emin Göraç - Selahattin Yarar - Nazım Özbay - M. Ali Erkan - Numan Uzun - Fikret Canlı - İsmail Kızıltuğ - Mehmet Turla - Nejat Erimtan - Tacettin Tekgül - Halim Tezcan - Necdet Erdem - Uğurcan Elmas | - Erdal Aksoy - Galip Bingöl - İhsan Yalçın - İsmet Acar - Yetkin Gürsel - Mustafa Yetmişbir - Yusuf Tülün - Mehmet Sedat Özsoy - Adnan Albayrak - Salih Acarel - Haşmet Mürşit - Mehmet Tahir Sarıoğlu - İbrahim Balcı - Mustafa Hepanıl - İbrahim Bozan - Mehmet Akdağ - Hayati Kaptanoğlu - Saffet Akkoyun |